# Helena Hummasten
Helena Hummasten, tidigare Helena Benaouda och innan dess Helena Fagerdin, född 22 maj 1959 i Haukipudas, Finland, var mellan 2004 och 2014 ordförande i Sveriges muslimska råd samt därefter ordförande i Ibn Rushd.
Hummasten flyttade till Sverige 1979 och det var i tjugoårsåldern som hon via en granne kom i kontakt med islam, som hon sedan konverterade till. Hon arbetade på 90-talet ideellt för Islamiska informationsföreningen (IIF), bland annat som skribent i dess tidning Salaam - Islamisk tidskrift. Åren 1996-2000 var hon tidningens redaktör. Hon syns ofta i media i diskussioner som rör islams roll i Sverige. Hon har även varit aktiv i debatten om terrorism och menar att hon inte märkt av extremism i Sverige. Hon har bland annat studerat sociologi, idéhistoria och ekonomi.[källa behövs] Hummasten var medlem i partiet Feministiskt Initiativ men ville inte kalla sig feminist eftersom hon ansåg att islam är en högre form av feminism än feminismen.
Hummasten har släktband med terrordömde Munir Awad via sin dotter Safia Benaouda. Islamolog Sameh Egyptson hänvisar i boken Erövringen till att i tidningen (Salaam nr. 6, 1995, sid. 15) under Hummastens ledning uppmuntrades till stridande jihad i områden där den finns.
Det har emellertid hävdats att Helena Hummasten själv har nära kopplingar till det Muslimska brödraskapet.
År 2010 var hon suppleant i styrelsen för Muslimskt Politiskt Forum.